# Лютер, Ганс (юрист)
Ганс Лютер (нем. Hans Luther; 26 февраля 1909, Галле, Германская империя — 11 марта 1970, Майнц, ФРГ) — немецкий юрист, командир полиции безопасности и СД в Бордо.

## Биография
Ганс Лютер родился 26 февраля 1909 года в Галле. В 1927 году окончил школу в своём родном городе. Изучал право в университетах Мюнхена, Галле и в Граце. В 1931 году сдал первый государственный экзамен. После юридической стажировки и двухлетнего ассистирования на своём факультете в Галле Лютер в 1936 году окончил юридическое обучение и сдал второй государственный экзамен. С 1935 по 1936 служил в министерстве юстиции Рейха и потом чиновником в рейхсканцелярии в Берлине. В 1936 году женился на Еве Пилгер. С 1937 года работал адвокатом в земельном суде Франкфурта-на-Майне. 1 мая 1937 года вступил в НСДАП (билет № 3934064).
После завершения западной кампании в течение одного года был военно-административным советником полиции при немецком командующем армии в Париже. С июня 1942 по октябрь 1943 года был командиром полиции безопасности и СД в Бордо. Лютер не был членом СС, но имел право носить эсэсовскую форму. Под его командованием в Бордо проводились расстрелы заложников под предлогом борьбы с сопротивлением и депортации евреев в концлагеря. В ноябре 1943 года его призвали в армию, где он дослужился до звания лейтенанта. После серьёзной травмы в начале августа 1944 года был госпитализирован и находился в больнице до конца войны.
После войны был интернирован в различных лагерях в Лимбурге, Буцбахе, Дармштадте, Дахау и в Ройтлингене. С 1947 по 1953 год он находился во французском заключении, где вскоре предстал перед судом. Лютер получил финансовую и юридическую помощь через Центр правовой защиты (ZRS) и успешно избежал обвинений в расстреле заложников. 5 мая 1953 года суд в Бордо приговорил его к 5 годам лишения свободы за аресты, конфискацию, применение пыток и депортацию, однако срок был уже отбыт в предварительном заключении. После возвращения в ФРГ Лютер работал в качестве судьи земельного суда Лимбурга. В 1956 году получил докторскую степень по праву. Темой диссертации Лютера была «сопротивление немецкой оккупации во Франции». В своей монографии он представил расстрел заложников как законный по международному праву в качестве превентивной и защитной меры от действий сопротивления. Депортацию людей он незначительно упомянул. В 1961 году расследование, возбужденноё  генеральным прокурором земли Гессен Фрицем Бауэром, было прекращено. В 1969 году вышел на пенсию. Умер в 1970 году.